# São João de Côrtes
São João de Côrtes é um distrito do município brasileiro de Alcântara, no litoral do estado do Maranhão.

## História
Alcântara foi elevada à categoria de vila em 22-12-1648 e à condição de cidade pela lei provincial nº 24 de 05-07-1836.
A Vila São João de Cortes foi fundada em 1757 por jesuítas portugueses em missão para catequizar os índios tupinambás. Para tanto, tiveram o auxílio do desembargador e provedor da comarca de Cumã, Diogo da Costa e Silva, por ordem do governador Gonçalo Pereira Lobato e Souza da Companhia de Comércio do Maranhão. A freguesia, por sua vez, foi instituída em 23 de julho de 1838, pela lei Provincial nº 73, sendo sua matriz edificada pelo Frei Francisco José Cabral.
Por volta de 1762, havia plantações para produção de anil em São João de Cortes, bem como uma manufatura que preparava o produto que seria exportado, a qual funcionou até 1778, alguns anos após a expulsão dos jesuítas da colônia.
Para essa região, foram morar muitos escravizados, índios desaldeados, ex-escravos livres e quilombolas, que se tornaram pequenos agricultores e pescadores e formaram diversos povoados.
O distrito São João de Côrtes foi criado pela lei provincial nº 73, de 23-07-1838.

## Cultura
A Igreja de São João Batista é um importante elemento arquitetônico da região.
A região tem tradição na construção de embarcações de pequeno e grande porte, repassadas por meio da tradição oral dos mestres barqueiros.